# Darb (vattendrag i Armenien)
Darb är ett vattendrag i Armenien. Det ligger i den sydöstra delen av landet, 100 kilometer sydost om huvudstaden Jerevan.
Trakten runt Darb består i huvudsak av gräsmarker. Runt Darb är det ganska glesbefolkat, med 28 invånare per kvadratkilometer.